# Декемврийски събития
Декемврийските събития или Декемвриана (на гръцки: Δεκεμβριανά) са въоръжен сблъсък в Атина в периода от декември 1944 г. до януари 1945 г. между ЕАМ и КПГ в лицето на ЕЛАС от една страна и британските въоръжени сили и техните гръцки съюзници с широк политически спектър от друга – това са социалдемократи (като министър-председателят Георгиос Папандреу) и т.нар. „Батальони за сигурност“, сътрудничели на Третия Райх.
Декемврийските събития са прецедент в Европа в края на Втората световна война.
Началото на сблъсъците е на 3 декември 1944 г., когато привърженици на EAM се събират на митинг пред паметника на незнайния воин в центъра на Атина. Митингът се охранява от страна на жандармерията и британските въоръжени сили. По време на митинга, към участващите в него е сведен ултиматум на временното правителство (излъчено на 1 декември 1944 г.) за разоръжаването на партизаните присъстващи на митинга. Ултиматумът е отхвърлен и британските военни откриват огън. Падат убити 148 митингуващи, като има много ранени. В следващите дни по улиците на Атина започват боеве и схватки, продължили 33 дни и приключили на 5 – 6 януари 1945 г.
Декемврийските събития са прелюдията към последвалата ги гражданска война в Гърция.